# Carl Wieman
Pour les articles homonymes, voir Wieman.
Carl Edwin Wieman (26 mars 1951 à Corvallis, Oregon, États-Unis) est un physicien américain. Pour ses travaux relatifs aux condensats de Bose-Einstein, il est colauréat avec Eric Cornell et Wolfgang Ketterle du prix Nobel de physique de 2001.

## Biographie
Carl Wieman est né à Corvallis dans l'Oregon. Il obtient son diplôme de Bachelor of Science en 1973 au Massachusetts Institute of Technology et son Ph.D. à l'université Stanford en 1977.
Avec Eric Cornell, il produisit en 1995 un condensat de Bose-Einstein. Dans un article de Time magazine daté du 10 avril 2000, Wieman était cité : « Nous sommes arrivés à moins d'un millionième de degré du zéro absolu. »
Il reçut en 1997 un doctorat ès sciences (honoraire) de l'université de Chicago. En 2001, il a reçu avec Eric Cornell et Wolfgang Ketterle le prix Nobel de physique « pour avoir réussi à créer une condensation de Bose-Einstein dans des gaz dilués d'atomes alcalins, et pour les premières études fondamentales des propriétés des condensats ». En 2004, il est élu « professeur américain de l'année » parmi l'ensemble des universités.
En 2007, Carl Wieman rejoint le corps enseignant de l'université de la Colombie-Britannique.